# Анђелија Л. Лазаревић
Анђелија Л. Лазаревић (Београд, 3. октобар 1885 — Београд, 25. фебруар 1926) била је српска сликарка и књижевница.
Рођена је у угледној породици као дете српског лекара и књижевника Лазе Лазаревића. Школовање је често прекидала због крхог здравља. Од 1908. до 1911. похађала је сликарску школу Ристе и Бете Вукановић. На студије у Минхен је отишла 1914, одакле се убрзо вратила због избијања Првог светског рата. У Париз одлази 1920, где јој се здравствено стање погоршава. Из Париза је отишла у Беч, па потом у Словенију. Убрзо је прешла на Хвар и у Сплит, где је 1924. добила место наставнице сликања у средњој школи. Након две године вратила се у родни Београд, где је убрзо у 40. години живота преминула у санаторијуму на Врачару.
Њен сликарски и књижевни опус је малобројан. Од 1913. излагала је радове као чланица Ладе на југословенским и друштвеним изложбама. Највише је сликала пејзаже. Написала је неколико песама и осам приповедака, које су објављиване у угледним српским књижевним часописима. Неке од доминантних одлика модерних токова српске прозе (окретање од спољашњег ка унутрашњем, окретање новим темама и новом јунаку, померање догађања из села у град, итд) могу се препознати у њеном приповедном делу.

## Биографија
Анђелија Лазаревић је рођена 1885. године у Београду, у угледној породици. Отац јој је био познати српски лекар и књижевник Лаза Лазаревић, а мајка Полексија, кћерка Николе Христића, политичара, министра и председника владе. У својој петој години губи оца.
Услед болести, често је морала да прекида школовање. Основну школу је завршила тако што је учила код куће, а испите полагала у школи. Од 1908. до 1911. године, најпре као ванредна, затим и као редовна ученица, похађала је сликарску школу Ристе и Бете. Знала је добро француски и немачки, а учила је још и енглески, италијанкси и руски језик. Малу матуру ниже гимназије положила је 1910. да би наредне године била постављена за учитељицу сликања у Првој женској гимназији у Београду.
У Јуну 1914, одлази у Минхен, не би ли наставила школовање. Међутим, због избијања Првог светског рата враћа се у Србију. Прву ратну годину провела је са мајком у Прокупљу, где је помагала као болничарка. Потом се вратила у окупирани Београд, где се издржавала држећи приватне часове сликања и осликајући ћупове мотивима са традиционалним српским мотивима са ћилима.
Након рата, тачније на јесен 1920, отишла је у Париз, где остаје годину дана. У Паризу јој се здравствена ситуација нагло погоршава. Из Париза је отишла у Беч, па потом у Словенију. Убрзо је прешла на Хвар и у Сплит, где је 1924. добила место наставнице сликања у средњој школи. Пред смрт вратила се у Београд где је умрла 25. фебруара 1926. У санаторијуму на Врачару. Сахрањена је на Новом гробљу у Београду, у породичној гробници поред оца.

### Поезија
- „Што се страмиш?”
- „Меланхолија”
- „Беле заставе”
- „У ноћи”
- „Сенка”
- „Врапци”
- „Човек с бременом”
- „Свом чика Урошу”

### Приповетке
- „Две ватре”
- „Посета”
- „Лутања”
- „Анета”
- „Цвет крај пута”
- „Писмо из Сплита”
- „Михаило”
- „Паланка у планини”